# NGC 5894
NGC 5894 est une galaxie spirale barrée (ordinaire ?) vue par la tranche et située dans la constellation du Dragon. Sa vitesse par rapport au fond diffus cosmologique est de 2 517 ± 4 km/s, ce qui correspond à une distance de Hubble de 37,1 ± 2,6 Mpc (∼121 millions d'al). NGC 5894 a été découverte par l'astronome germano-britannique William Herschel en 1788.
La classe de luminosité de NGC 5894 est IV-V et elle présente une large raie HI. De plus, c'est une galaxie du champ, c'est-à-dire qu'elle n'appartient pas à un amas ou un groupe et qu'elle est donc gravitationnellement isolée.
À ce jour, près d'une quizaine de mesures non basées sur le décalage vers le rouge (redshift) donnent une distance de 40,515 ± 4,314 Mpc (∼132 millions d'al), ce qui est à l'intérieur des valeurs de la distance de Hubble.